# Achadas da Cruz
Achadas da Cruz je farnost na severozápadě portugalském ostrově Madeira, která se nachází v okrese Porto Moniz. Podle údajů z roku 2021 zde žilo 121 obyvatel a jejich počet od 50. let 20. st. rychlým tempem klesá.

## Geografie a hospodářství
Na severu je Achadas da Cruz omývána Atlantikem a na jihováchodě od obce se nachází hory. Obec se nachází v nadmořské výšce 575 m n. m., ale některá pole jsou přímo u pobřeží pod útesem. Tato část byla s Achadas da Cruz spojena lanovkou.
Achadas da Cruz je spojena s okolními farnostmi Porto Moniz a Ponta do Pargo silnící ER101. Hlavní hospodářskou činností obyvatel je zemědělství.

## Galerie

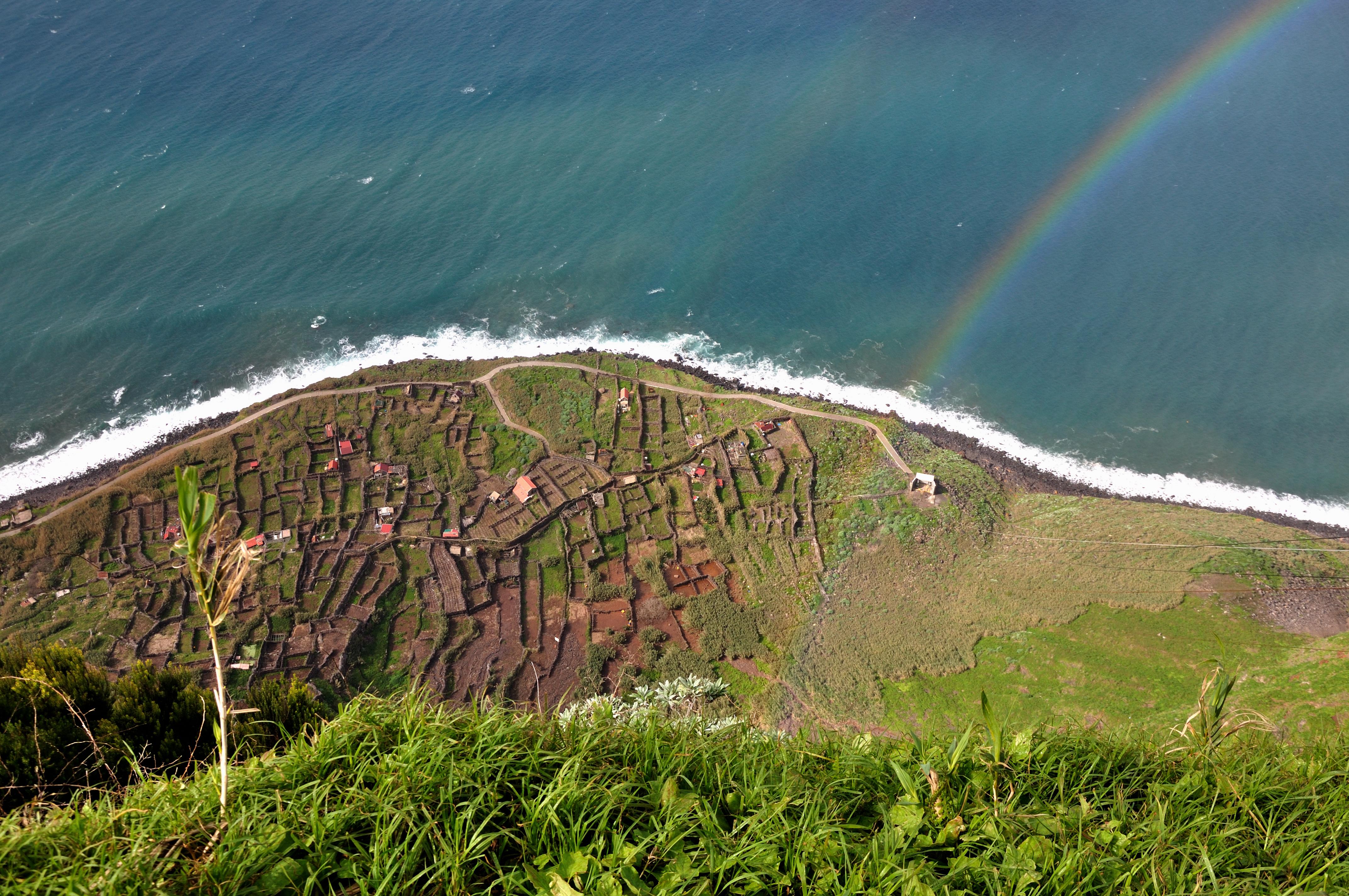
Pohled na pole Fajã da Quebrada Nova pod útesem
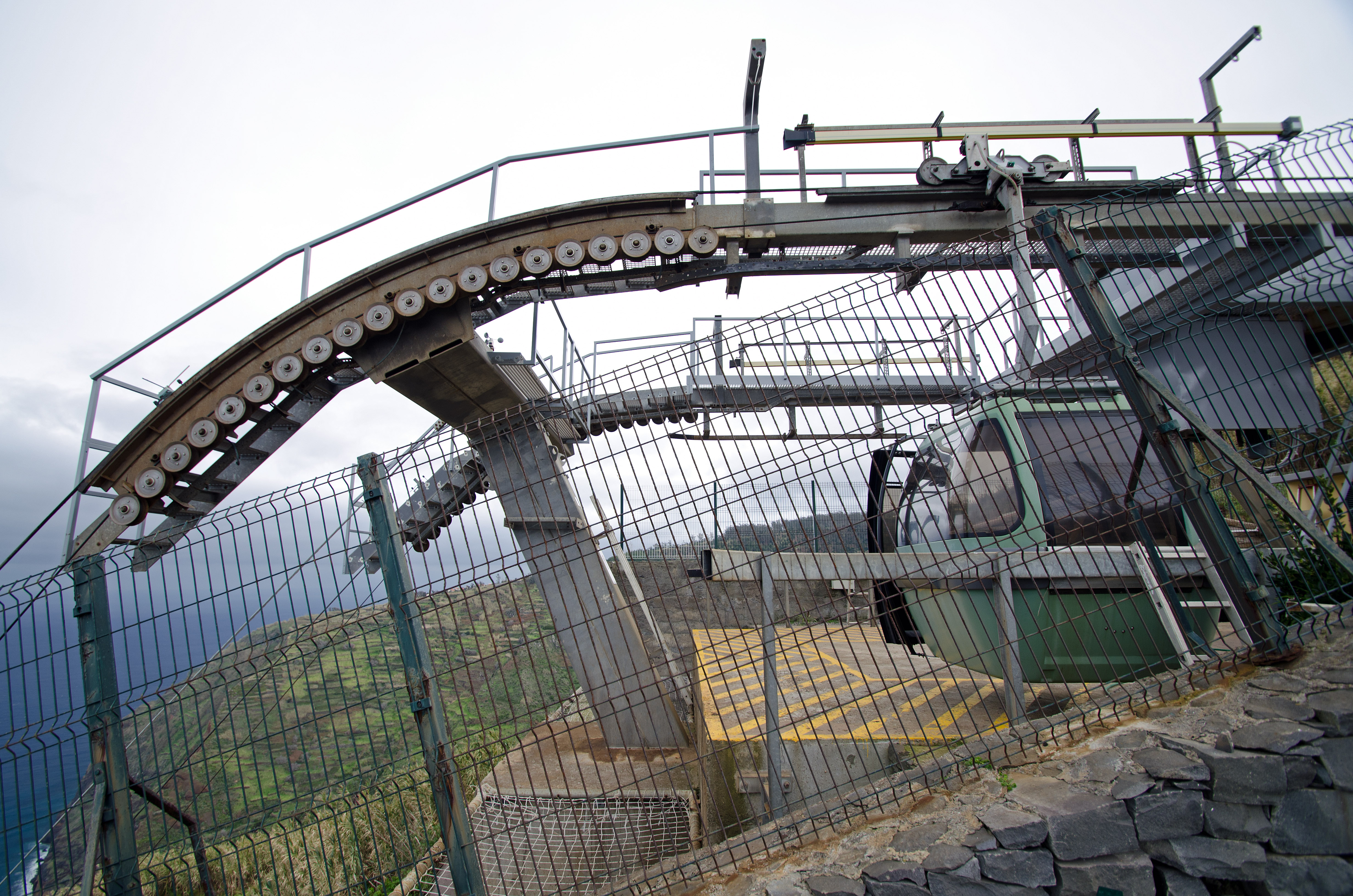
Lanovka spojující pole pod útesem a hlavní část obce
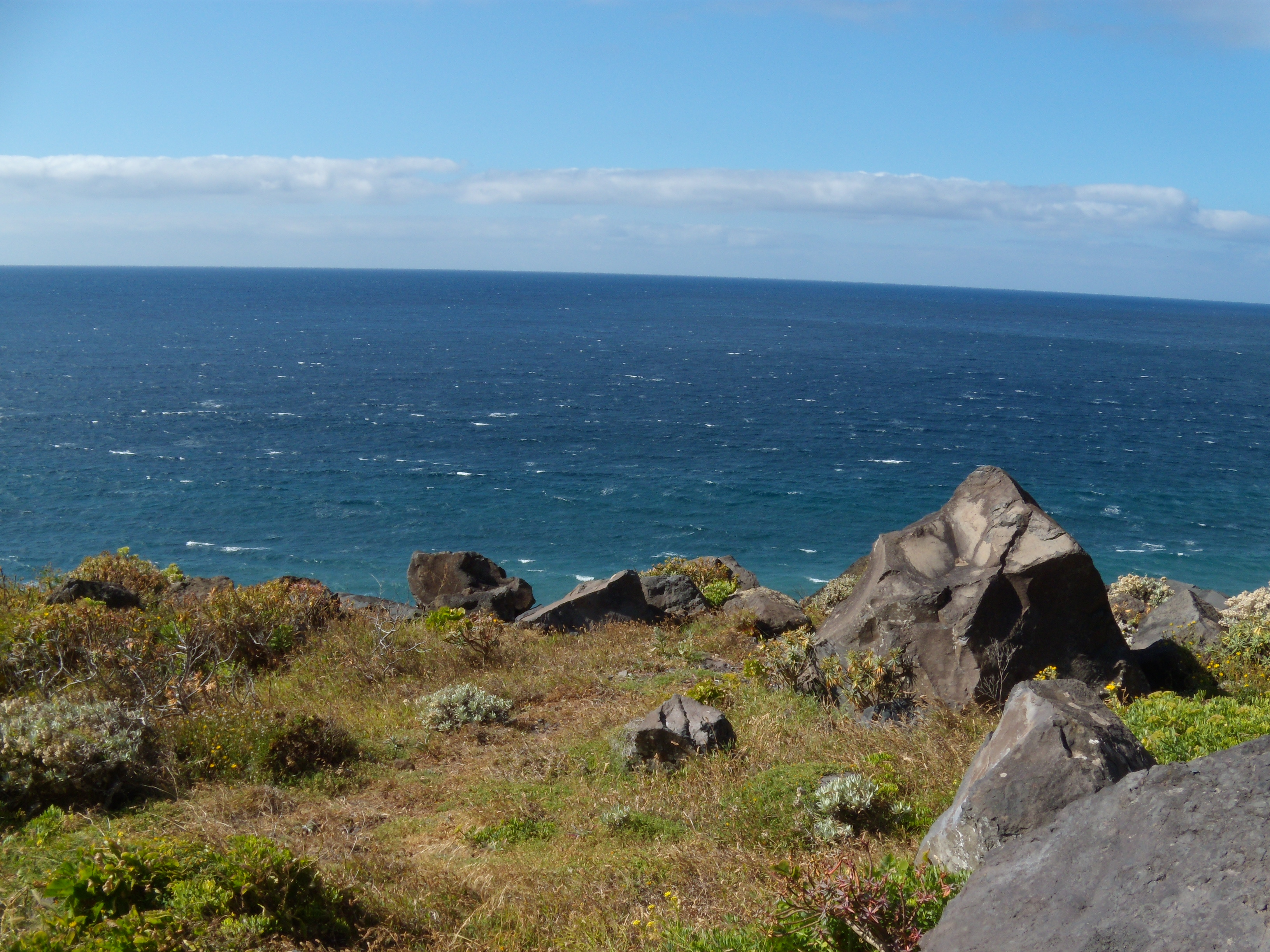
Výhled na moře